# Teucrium brevifolium
Teucrium brevifolium, auch Kurzblättriger Gamander genannt, ist eine Pflanzenart aus der Gattung Gamander (Teucrium) in der Familie der Lippenblütler (Lamiaceae).

## Beschreibung
Teucrium brevifolium ähnelt Teucrium fruticans, wird jedoch nur bis zu 60 cm hoch. Es ist ein immergrüner Strauch, mit fein behaarten und grün oder braun gefärbten Zweigen. Die Laubblätter sind länglich oder linealisch und nach unten gerollt. Beide Blattoberflächen sind graufilzig behaart.
Der Blütenstand besteht aus Scheinquirlen mit zwei Blüten, die in der Achsel laubblattartiger Tragblätter sitzen. Der Kelch ist glockenförmig, besitzt eine gerade Röhre und ist an der Basis nicht gehöckert. Die Krone ist etwa 10 mm lang. Die Staubblätter ragen weit über die Krone hinaus.
Die Chromosomenzahl beträgt 2n = 30.

## Vorkommen und Standorte
Die Art ist in der südlichen Ägäis verbreitet, sie kommt auf Kreta, in Griechenland, in der Ägäis, in der Türkei, in Marokko, Libyen und Ägypten vor. Sie wächst an trockenen, felsigen Standorten in Meeresnähe.